# 조상 (조위)
조상(曹爽, ? ~ 249년)은 중국 조위의 대신이다. 대장군 조진의 아들로 조희, 조훈, 조언의 형이며, 자는 소백(昭伯)이다. 사마의와 함께 조방의 고명대신이고 사마의를 권력에서 소외시켜 홀로 정권을 잡았으나, 사마의가 일으킨 쿠데타에 의해 권력을 내주고 제거당했다.

## 사적
아버지가 죽은 후 그 작위(소릉후)를 계승했다. 명제가 태자일 시절부터 서로 친한 사이였고, 명제 즉위 후 거듭 승진하여 무위장군에 이르렀으며 특별한 총애를 받았다. 명제가 죽을 때 대장군 · 가절월 · 독중외제군사 · 녹상서사로 삼아, 태위 사마의와 함께 어린 새 황제 조방을 도우라는 명제의 유조를 받았다. 원래 명제는 연왕 조우에게 대장군을 맡기고 영군장군 하후헌 · 둔기교위 조조 · 효기장군 진랑 그리고 조상과 함께 조방을 보정하게 하려고 했으나, 진랑 등과 사이가 나쁜 유방과 손자가 조우 · 진랑 · 조조를 헐뜯고 조상과 사마의를 추천했다. 결국 명제는 조우 · 하후헌 · 진랑 · 조조를 면직하고 조상을 대장군으로 삼았으며 또 사마의를 불러들여 조상과 함께 조명을 맡겼다. 조방이 즉위하고서 시중이 더해졌고, 무안후에 봉해져 식읍 1만 2천 호를 받았으며 검리상전 · 입조불추 · 찬배불명의 특별 대우를 받았다. 명제 시절, 황제는 하안 · 등양 · 정밀 · 이승 · 필궤 등 부화한 친교를 맺는 무리들을 쫓아냈는데, 조상은 이들을 다시 불러들여 등용하고 자기 심복으로 삼았다.
등양 등은 천하에 조상의 위명을 떨치게 하려는 목적으로 촉한을 칠 것을 권했고, 이를 받아들인 조상은 사마의의 반대를 거부하고 정시 5년(244년)에 낙곡으로 쳐들어갔다. 그러나 이 원정은 무리로, 백성들의 원망을 샀다. 골짜기로 들어간 지 수백 리, 길이 험준하여 더 진격할 수 없었다. 이때에도 조상의 심복들은 계속 싸우자는 의견이었으나, 참군 양위가 강력하게 퇴각을 권하였고, 조상은 싫었으나 결국 퇴각했다. 당시 사마의는 하후현에게 퇴로가 끊어질 것을 염려했고, 하후현이 이를 전하자 조상은 물러났다. 그러나 촉한의 대장군 비의가 이미 길을 끊어, 조상은 악전고투 끝에 엄청난 피해를 입고 겨우 빠져나올 수 있었다.
정시 10년(249년), 사마의의 쿠데타로 병권 싸움에서 밀려났고 얼마 후 사마의에 의해 그의 심복 하안, 등양, 이승 등과 함께 삼족이 모두 처형당했다(고평릉의 변).

## 삼국지연의의 묘사
239년 조예가 죽을 때 사마의와 함께 자신의 아들이자 다음 황제인 조방을 보좌하도록 부탁받았다. 하지만 심복 하안의 진언으로 사마의로부터 실권을 빼앗아 권력을 휘둘렀고 사마의의 노쇠를 가장한 연기에 속아 안심하고 번번이 사냥을 개최했다.
그러나 249년 황제 조방과 함께 사냥을 나와 있던 와중에 사마의의 쿠데타로 병권을 빼앗겼고 부하 환범이 조방을 끼고 사마의를 토벌하도록 권유했으나 이를 거절했고 결국 사마의에게 일파 모두 붙잡혀 삼족이 처형당했다.

## 같이 보기
- 삼국지 인물 목록